# 7ᵉ brigade de libération chevaleresque musulmane
 (avril 2025).
La 7ᵉ brigade de libération chevaleresque musulmane a été fondée le 17 novembre 1992  à la suggestion du quartier général de la Défense territoriale de Zenica. Elle a été formée par des soldats Bosniaques qui se trouvaient sur le plateau de Vlašić et qui ont insisté pour que l'unité soit appelée "musulmane".
Elle faisait partie du 3ᵉ Corps d'armée de Bosnie-Herzégovine. Par décision de la présidence de la République de Bosnie-Herzégovine du 11 mai 1995, elle a reçu le titre honorifique de Viteška (Chevaleresque) cette année-là.
En l'honneur de cette unité de l'armée de la République de Bosnie-Herzégovine, une rue de Kakanj porte son nom.

## Histoire
La 7e brigade de libération chevaleresque musulmane a été formée en réunissant des unités de Bosnie centrale qui étaient situées sur le plateau de Vlašić au moment de la création de la brigade.
Après la guerre et avec la suppression du 7ᵉ Corps d'armée. La brigade de libération chevaleresque musulmane change de nom et devient la 7ᵉ Brigade mécanisée des chevaliers, et sous ce nom la brigade a rejoint la structure de l'Armée de la Fédération de Bosnie-Herzégovine nouvellement formée le 21 août 1997.

## Commandants de brigade
Par décision d'Enver Hadžihasanović en 1992 les personnes suivantes ont été nommées aux postes de commandement :
- Commandant : Mahmut Karalic
- Chef de cabinet : Asim Koričić
- Chef adjoint des plans opérationnels et éducatifs : Amir Kubura.

Le 12 mars 1993, Asim Koričić est nommé commandant de la 7ᵉ brigade par Sefer Halilović, bien que de facto le commandement de la 7ᵉ brigade soit exercé par Amir Kubura, qui n'a été officiellement nommé commandant que le 6 août 1993.

## Composition de la brigade
- Le commandement et le quartier général de la brigade étaient situés dans la caserne de Bilmište, Zenica.
- 1er bataillon, basé à Travnik (il n'est pas connu qu'il ait eu un commandant avant 1993, et c'est pourquoi Safet Junuzović est considéré comme son premier commandant).
- 2ème bataillon, basé à Bilmište. Le commandant jusqu'en 1993 était Šerif Patković, remplacé par Kasim Podžić.
- 3ème bataillon, basé à Kakanj. Les commandants étaient Kasim Alibegović, Nihad Ćatić, et en 1993, Mustafa Hadžihafizbegović.
- À partir de 1993, La 7ᵉ brigade de libération chevaleresque musulmane reçoit un bataillon de police militaire basé à Zenica. Cependant, le commandant de la police militaire ne relevait pas de la commande de la 7ᵉ brigade, et le bataillon n'était pas tenu de suivre ses ordres. Il existait un principe de double commandement. L'unité comptait environ 30 hommes, et le commandant était Jusuf Karalić.